# 迪朗斯
迪朗斯（法語：Durance，法語發音：[dyʁɑ̃s]）是法国洛特-加龙省的一个市镇，属于内拉克区。

## 地理
迪朗斯（44°9'48"N, 0°9'39"E）面积38.6 平方千米，位于法国新阿基坦大区洛特-加龍省，该省份为法国西南部内陆省份，北起多爾多涅省，西接吉倫特省和朗德省，南至热尔省，东临塔恩-加龙省和洛特省。
与迪朗斯接壤的市镇（或旧市镇、城区）包括：乌尔比斯河畔法尔格、巴尔巴斯特、布塞斯、蓬皮耶、雷奥利斯、阿尔克斯。

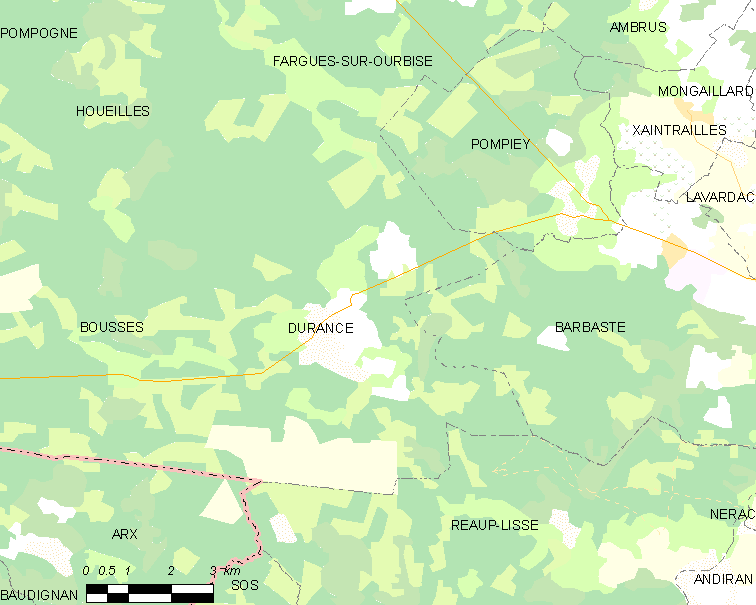
迪朗斯的OSM定位图

迪朗斯的时区为UTC+01:00、UTC+02:00（夏令时）。

## 行政
迪朗斯的邮政编码为47420，INSEE市镇编码为47085。

## 政治
迪朗斯所属的省级选区为加斯科涅森林县。

## 人口

1962-2008年间迪朗斯人口变化图示

迪朗斯于2022年1月1日时的人口数量为268人。